# Karlamagnús saga
La Karlamagnús saga, Karlamagnussaga o Karlamagnus-saga (Saga de Carlemany) és un recull i adaptació en prosa de la segona meitat del segle xiii, feta per a Haakon IV de Noruega, de les antigues chansons de geste franceses de la matèria de França que tracten de Carlemany i els seus paladins. Està escrita en nòrdic antic. En alguns casos, la Karlamagnús saga segueix sent l'única font per la pèrdua dels relats èpics francesos originals (per exemple, per a la cançó de gesta Basin).

## Contingut
La vasta obra es divideix en deu «branques» o capítols:
- I. Upphaf Karlamagnús ('Karlamagnus')
Infàncies de Carlemany, resum de la vida de Carlemany i els seus cavallers. Inclou un resum de Basin, cançó de gesta perduda;[1]
- II. Af frú Ólif og Landrés syni hennar ('La senyora Olive i el seu fill Landri') 
Segons l'autor, basat en un text anglès perdut (Dame Olive et Landri). És una adaptació de la cançó de gesta Doon de la Roche,[2] també es coneix en espanyol amb el títol Historia de Enrique, Fi de Oliva;[3]
- III. Af Oddgeiri dansks ('Ogier el Danès')
Adaptació de la cançó de gesta La Chevalerie Ogier de Danemarche, que explica les gestes d'Ogier de Dinamarca;
- IV. Af Agulando konungi & Ferakuts þáttur ('Rei Agulandus i Ferakuts')
És la branca més llarga. Explica el combat de Carlemany i Roland amb Agolant, el seu fill Jamund i el gegant Ferragut; la branca intenta unir relats de la Historia Caroli Magni i la Chanson d'Aspremont;
- V. Af Gvitalín Saxa ('Guiteclí, el Saxó') 
Relat de la campanya contra els saxons, que també conta la Chanson des Saisnes, de Jean Bodel;
- VI. Af Otúel ('Otuel') 
Versió de la cançó de gesta Chanson d'Otinel;
- VII. Af Jórsalaferð ('Viatge a Jerusalem')
Traducció, prou exacta, d'un manuscrit anglonormand de la cançó Le Pèlerinage de Charlemagne;
- VIII. Af Runzival Bardaga ('La batalla de Runzival')
Versió de la Cançó de Rotllà bastant propera, però amb diferències, a la versió del manuscrit d'Oxford;
- IX. Af Vilhjálmi korneis ('Guillem del Nas Curt') 
Versió del Moniage Guillaume del cicle de Guillem, personatge que, en la cançó de gesta, té el sobrenom de Nas Curt, motivat per una ferida en un combat;
- X. Um kraftaverk og jartegnir ('Miracles i senyals')
O «La mort de Carlemany». Es basa en el relat de Vincent de Beauvais Speculum historiale.

## Versions
El segle xiv la saga es va traduir al suec amb el títol Karl Magnus.
També se'n va fer una traducció abreujada en danès amb el títol Karl Magnus Krønike, en el segle xv (manuscrit de 1480 i també edicions impreses).
Encara hi ha una balada noruega composta a partir de la branca vuitena de la saga Roland og Magnus kongen (Roland i el rei Magnus).